# ウールヒクシドゥール (小惑星)
ウールヒクシドゥール (501 Urhixidur) は、小惑星帯に位置する比較的大きな小惑星である。
マックス・ヴォルフがハイデルベルクで発見し、フリードリヒ・テオドール・フィシャー (Friedrich Theodor Vischer) の小説「Auch Einer」の登場人物の名前にちなんで命名された。